# 青木遙
青木遙（日语：／ Aoki Haruka，2011年12月3日—），日本女性配音員、前童星。Production Ace所屬。出身於東京都。

## 簡歷
青木遙由於本身說話聲音很大，所以在小學3年級時加入了一家配音製作公司並首次亮相。2022年，她首次以吉伊卡哇的角色出現在電視動畫中。
她有時會在X（以前的Twitter）上發布自己所畫的插圖。

## 演出
粗體字表示主要角色。

### 電視動畫
- 吉伊卡哇（2022年—2025年，吉伊卡哇[4]）
- 天久鷹央的推理病歷表[5]（2025年，患者／鈴原宗一郎）

### 遊戲
- 闇影詩章（2022年，吉伊卡哇[6][7]）

### 外語配音

#### 動畫
- 威威小火車（英语：Mighty Express）（麗莎[1]）

### 旁白
- Through Our Eyes 小小眼睛裡反映的世界（斯凱勒）
- 世界極限之謎（瓊貝妮特、奇芬）

### 解說
- UR出租屋電台廣告（2023年，女兒[8]）

## 腳註

## 外部連結
- 青木遙｜Production Ace （日語）
- 青木遙的X（前Twitter） （日語）